# Luca Beltrami

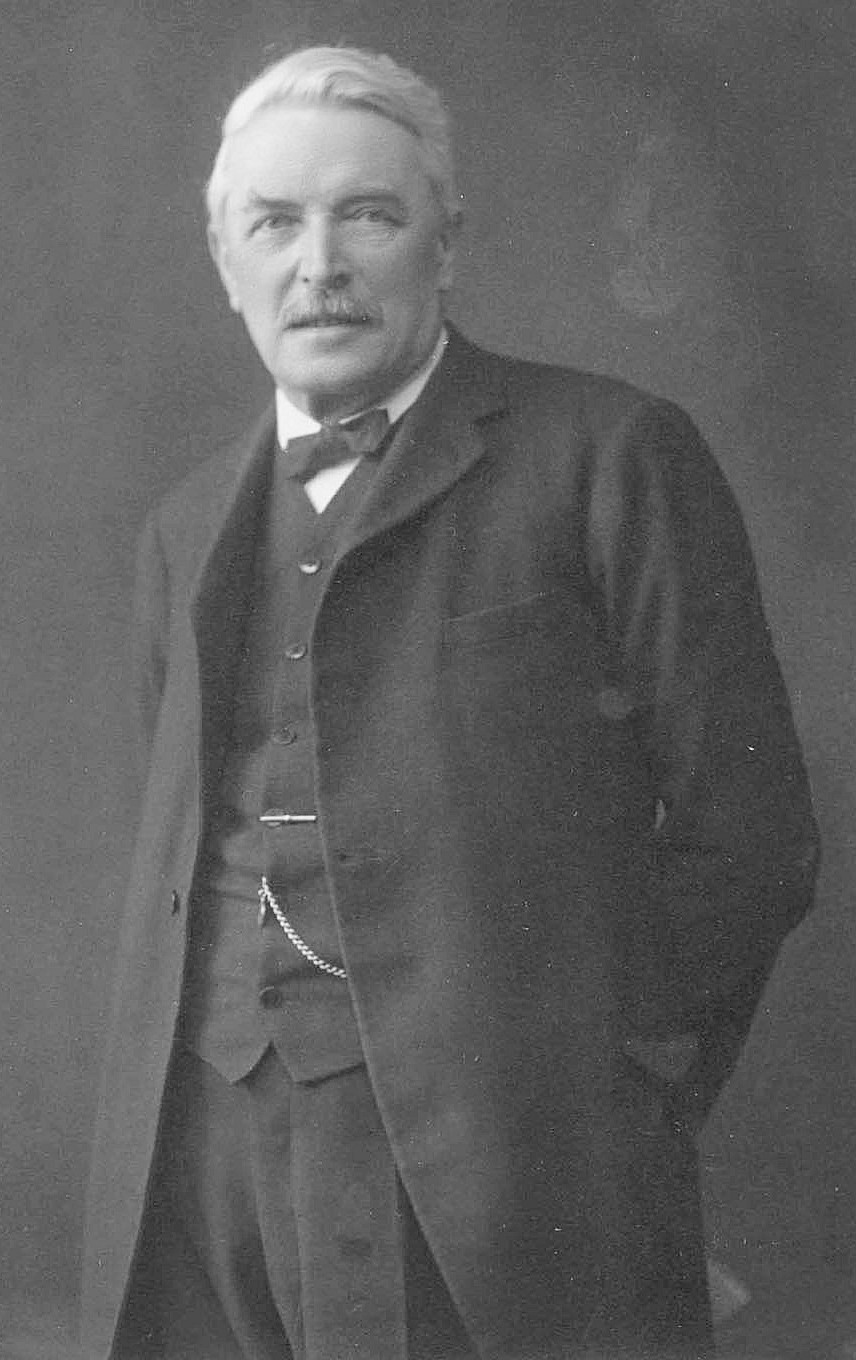
Luca Beltrami, hacia 1930.

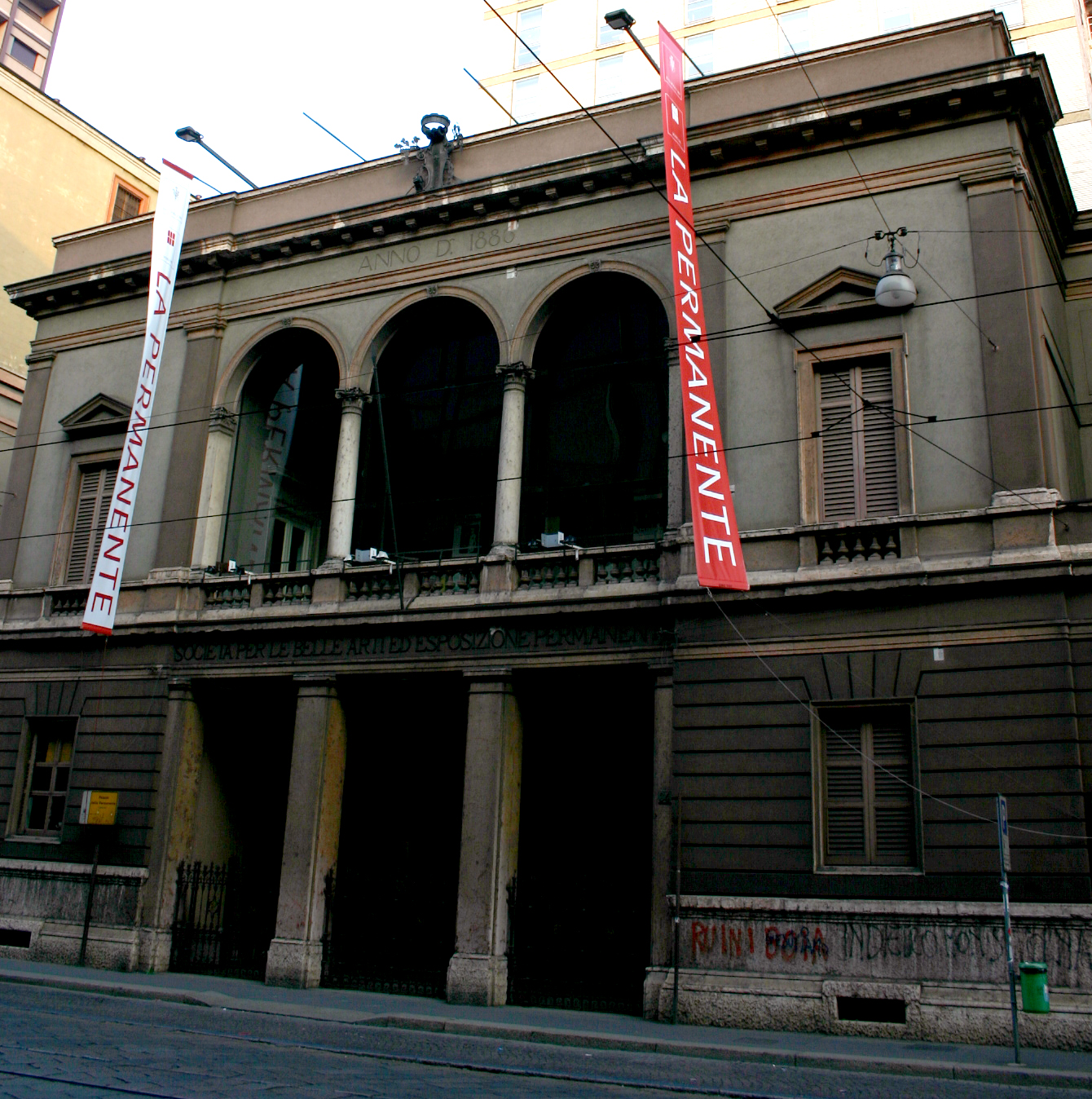
Palazzo della Permanente.

Luca Beltrami (Milán, 13 de noviembre de 1854 - Roma, 8 de agosto de 1933) fue un arquitecto e historiador del arte italiano. Asistió a la Academia de Bellas Artes de Brera, donde fue el principal estudioso de Camillo Boito. De renombre en el ámbito de la restauración, basó su trabajo en este campo en la fidelidad a los datos históricos. Fue uno de los pocos artistas que se preocupaban por el contexto del monumento. Está enterrado en el Cementerio Monumental de Milán. 

## Obras principales
A él se debe en buena medida la apariencia actual de la Piazza della Scala de Milán, donde logró integrar las partes no ocupadas por el Teatro alla Scala: 
- Palacio Beltrami, anteriormente propiedad del Banco Comercial, ahora sede de Contabilidad Comunal de Milán, en la Piazza della Scala, al lado de la Galería Vittorio Emanuele (1886)
- Palacio de La Permanente, en Via Turati (1886)
- Fachada del Palacio Marino (1888-1892)
- Palazzo delle Assicurazioni Generali (1897-1901)
- Nuevo edificio de la Banca Commerciale en la Piazza della Scala (1923-1927)

Terminó numerosas restauraciones de edificios medievales y renacentistas, entre ellos: 
- Restauración de Castillo Sforzesco de Milán (1890-1900).
- Restauración de la Roca Sforzesca de Soncino.
- Nueva sede del diario Corriere della Sera, en el n.º 28 de la via Solferino de Milán (1904).

También es recordado por el diseño del nuevo edificio de la Pinacoteca Vaticana, inaugurado en 1932.